# Al Jazeera
Al Jazeera (arapski الجزيرة) katarska je televizijska kuća sa sjedištem u gradu Dohi. Na arapskom znači poluotok. Započela je rad u studenome 1996. godine. Smatra se najvećom arapskom televizijskom kućom i najvećom protutežom američkom CNN-u. Ima više razdijeljenih kanala s različitom tematikom, ali je izvorni program namijenjen vijestima. Od 2011. do 2025. postojala je i balkanska verzija kanala pod nazivom Al Jazeera Balkans. Programi se emitiraju neprekidno preko satelita Arabsat. Al Jazeera ima više od 1000 novinara diljem svijeta.

## Povijest
Satelitski kanal Al Jazeere (poznat kao AJA) prvi put je pokrenut 1. studenog 1996. Pokretanje je uslijedilo nakon što je televizijska kuća BBCprestala emitirati program na arapskom jeziku zbog stalnog uplitanja vlade Saudijske Arabije te pokušaja cenzure informacija.
Tijekom prvih pet godina postojanja, Al Jazeera je opstala zahvaljujući emiru Katra al-Thaniju. Televizijska kuća je u to vrijeme također imala privatne dioničare koji su bili vlasnici određenog broja dionica.
Tijekom prve polovice 1997. godine, program se prikazivao svega 6 sati dnevno, da bi se do kraja godine to povećalo na 12 sati dnevno. Tijekom prvih godina korišten je zemaljski signal koji su mogli koristiti samo oni koji su stanovali u neposrednom susjedstvu središta Al Jazeere te satelitsko emitiranje koje je bilo dostupno diljem arapskih zemalja. 
Al Jazeera bila je jedina internacionalna novinska mreža koja je imala dopisnike u Iraku tijekom operacije Desert Fox (bombardiranje Iraka 1998. godine). Prva značajne korake televizija radi dostavljanjem snimaka s terena zapadnim medijima. 
1. siječnja 1999. godine počinje 24-satno emitiranje programa. Te godine u Al Jazeeri je zaposleno preko 500 radnika, te agencija ima nekoliko ureda u Europi i Rusiji. Godišnji budžet je u to vrijeme iznosio oko 25 milijuna dolara.
2000. godine Al Jazeera bilježi preko 35 milijuna gledatelja dnevno i tako postaje najpopularnija i najgledanija televizijska kuća na Bliskom istoku. Godinu dana kasnije pokreće se internetski portal Al Jazeere na arapskom jeziku, a iste godine britanska telekomunikacijska tvrtka Sky UK najavljuje prijenos signala u Ujedinjeno Kraljevstvo. 

### Rat u Afganistanu (2001.)
Nakon terorističkog napada u New Yorku 11. rujna 2001. godine, Al Jazeera prenosi većinu talibanskih poruka upućenih prema zapadu, od kojih su najvažnije bile poruke i video snimke vođe terorističke grupe al-Qaeda Osame bin Ladena.  Televizija je u to vrijeme dobila nekoliko snažnih kritika zbog omogućavanja da teroristi prenose poruke prema zapadu.
Pri kraju 2001. godine zapadne medijske kuće doslovno su vodile borbu za ekskluzivne snimke koje je dostavljala Al Jazeera. CNN je u to vrijeme imao ekskluzivna prava objavljivanja materijala čak šest sati prije ostalih medijskih kuća i novinskih agencija. 
Al Jazeera svoj ured u Afganistanu otvara prije službenog početka rata stoga ima svu potrebnu tehniku i ljudstvo za snimanje ekskluzivnih videosnimki i fotografija koje su zapadnim medijima prodavane po visokim cijenama (određeni materijali dostigli su vrijednost od nekoliko stotina tisuća dolara). Ured u Kabulu uništen je u američkim bombardiranjima krajem 2001. godine, a kako bi ostala u samom centru zbivanja, Al Jazeera otvara nove urede na istom teritoriju. 

### Rat u Iraku (2003.)
Nakon što je 2003. godine SAD invadirao Irak, televizijska kuća na svojem kanalu i web mjestu objavljuje materijale povezane za sami rat te tako stječe naklonost zapadnih medija i slobodnih novinara koji reportaže koriste kao vlastite izvore za stvaranje priča koje dalje prodaju lokalnim medijima diljem svijeta. Također, Al Jazeera prenosila je sve važne vojne press konferencije i obraćanja medijima (čak i izravno s terena). 
Tijekom 2003. godine pokrenuta je web stranica na engleskom jeziku te je u to vrijeme Al Jazeera imala oko 1.400 zaposlenika koji su radili u 23 ureda diljem svijeta (450 novinara te 70-ak dopisnika). 
1. travnja 2003. godine američki vojni zrakoplov ispalio je nekoliko projektila u Al Jazeerin ured u Bagdadu, pritom ubivši jednog reportera. Američka vojska je u svojim objavama utvrdila kako je napad bio slučajna pogreška usprkos tome što je Katar dostavio sve potrebne dokumente i karte gdje je vidljiv i označen ured kako bi ga se poštedjelo bombardiranja.

### Katarska diplomatska kriza (2017.)
Zatvaranje televizijske kuće Al Jazeera bio je jedan od glavnih uvjeta koji su postavljeni od strane Saudijske Arabije, UAE-a, Bahreina i Egipta tijekom diplomatske krize koja se dogodila 2017. godine. Prije lipnja, Saudijska Arabija i UAE blokirali su internet stranicu Al Jazeere za svoje građane, a Saudijska Arabija zatvorila je Al Jazeerin ured u Rijadu i oduzela mu licencu za rad na državnom teritoriju optužujući agenciju kako promovira terorizam. Jordan je također oduzeo licencu za rad na državnom teritoriju.
6. lipnja Al Jazeera bila je žrtva internetskog hakerskog napada koji je pogodio sve njene platforme. 
Krajem lipnja 2017. godine gore navedene zemlje stvaraju ekonomski i diplomatski pritisak na Katar te postavljaju niz uvjeta za povratak u prijašnje stanje, a jedan od glavnih uvjeta je potpuno gašenje Al Jazeere. Svjetski mediji i neprofitne organizacije koje se bave zaštitom slobode govora i medijskim slobodama oštro su kritizirale ovaj uvjet pozivajući se na kršenje prava na slobodu govora i medijskog izvještavanja. 

## Teme
Politika 

Ekonomija 

Islam 

Ekologija

Znanost

## Kanali
- Al Jazeera
- Al Jazeera Sports
  - Al Jazeera Sports +1
  - Al Jazeera Sports +2
  - Al Jazeera Sports +3
  - Al Jazeera Sports +4
  - Al Jazeera Sports +5
  - Al Jazeera Sports +6
  - Al Jazeera Sports +7
  - Al Jazeera Sports +8
  - Al Jazeera Sports HD
- Al Jazeera Mubasher
- Al Jazeera Children's Channel
- Al Jazeera English
- Al Jazeera Documentary Channel
- Al Jazeera Balkans

## Vanjske poveznice
- Službena stranica (engl.)
- Službena stranica (arap.)
- Službena stranica